# Japalura andersoniana
Japalura andersoniana är en ödleart som beskrevs av Annandale 1905. Japalura andersoniana ingår i släktet Japalura och familjen agamer. Inga underarter finns listade i Catalogue of Life.
Arten förekommer i bergstrakter i nordöstra Indien, i Bhutan och i angränsande områden av Kina (provins Tibet). Honor lägger ägg.